# Raúl de Cambrai
Raúl, Abad de Vaucelles, ó de Cambrai (Inglaterra-Cambrai, 1152) fue un monje inglés del Císter, alumno de San Bernardo de Claraval. Fundó el monasterio de Vaucelles en Francia.

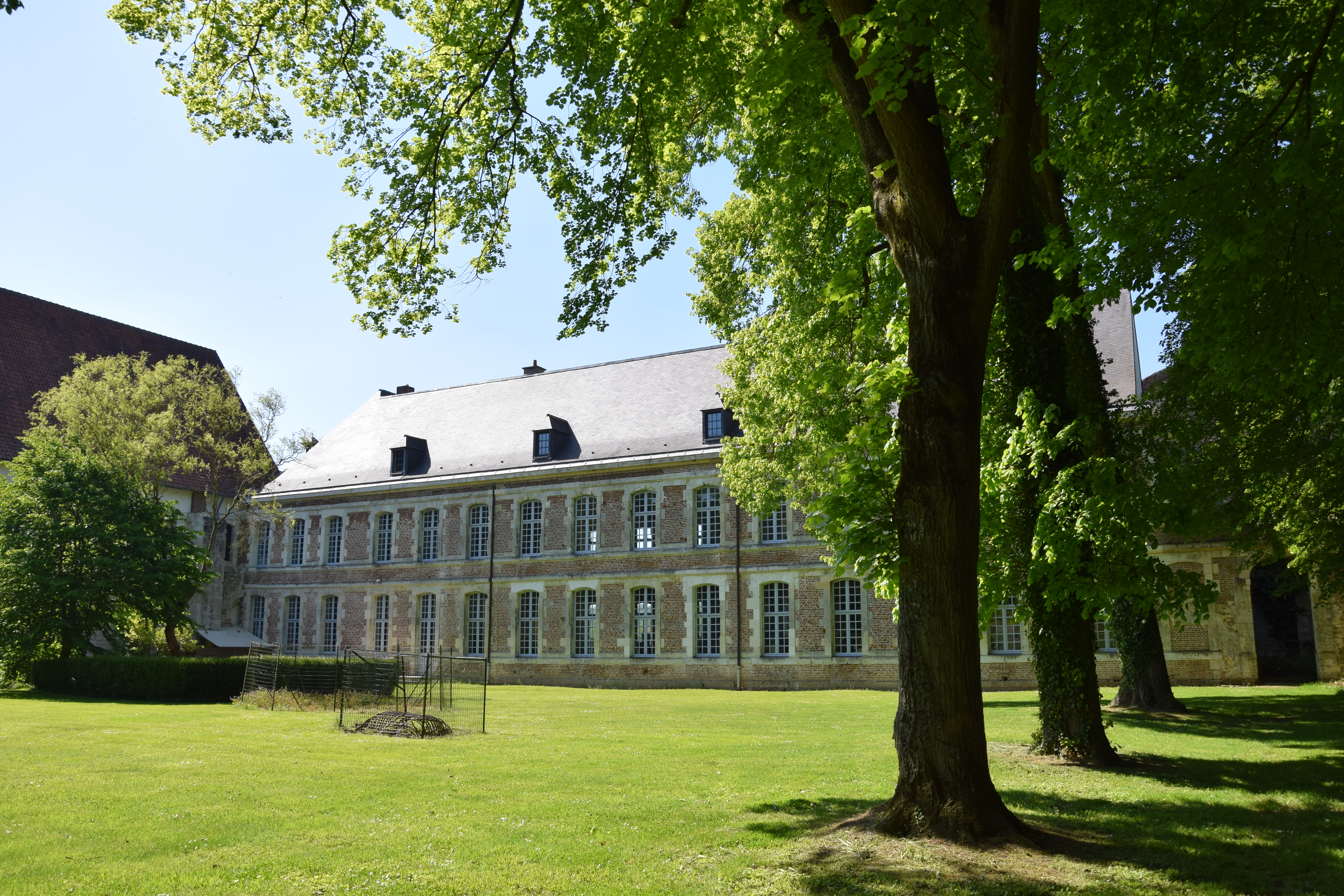
Monasterio de Vaucelles

Se decía que era un monje ferviente y, por tanto, fue enviado en 1132 por San Bernardo a fundar el famoso monasterio de Vaucelles, que se encuentra en el norte de Francia, en Cambrai. Fue canonizado por su rectitud y austeridad. Secundó el impulso reformista de San Bernardo.
Raúl fue el abad del monasterio durante veinte años, hasta su muerte en 1152. Con sus monjes se dedicó a la oración, a la lectura de los libros sagrados y a la enseñanza de la agricultura.
Recomendó las siguientes oraciones diarias: (1) el Miserere: Ten piedad de mí, Señor, que soy un pecador, (2) el Aleluya (3) el Te Deum o gracias a Dios.
El santoral católico lo conmemora el 1 de febrero.